# Astragalus atraphaxifolius
Astragalus atraphaxifolius är en ärtväxtart som beskrevs av M.R. Rassulova. Astragalus atraphaxifolius ingår i släktet vedlar, och familjen ärtväxter. Inga underarter finns listade i Catalogue of Life.